# 玉瓶湖
玉瓶湖（藏語：གཡུ་བུམ་མཚོ།，威利转写：g.yu bum mtsho，THL：Yubum Tso）位于中国西藏自治区尼玛县境内，地处尼玛县中部，圆顶山西麓。湖面海拔4986米，面积2.8平方公里。